# Osmio
El osmio es un elemento químico de número atómico 76 que se encuentra en el grupo 8 de la tabla periódica de los elementos. Su símbolo es Os.
Se trata de un metal de transición blanco grisáceo, frágil y sólido. Se clasifica dentro del grupo del platino, y se emplea en algunas aleaciones con platino e iridio. Se encuentra aleado en menas de platino y su tetróxido, OsO4. El osmio es el elemento natural más pesado a igual volumen (es decir, más denso) que existe, con una densidad de 22.59 g/cm³ y masa atómica de 190.23
Se emplea en síntesis orgánica (como oxidante) y en el proceso de tinción de tejidos (como fijador) para su observación mediante microscopía electrónica, y en otras técnicas biomédicas. Las aleaciones de osmio se emplean en contactos eléctricos, puntas de bolígrafos y otras aplicaciones en las que es necesaria una gran dureza y durabilidad.
El osmio fue descubierto en 1803 por Smithson Tennant, a partir del residuo que quedaba al disolver platino nativo en agua regia. Es un elemento muy escaso en la naturaleza y que se halla en la corteza terrestre en una concentración de 0.0015 ppm. Previamente, los químicos franceses Antoine-François de Fourcroy y  Louis Nicolas Vauquelin identificaron un material en el residuo del platino, al que llamaron ptène, pero no pudieron caracterizarlo correctamente al no contar con una cantidad suficiente para aislarlo.

## Características

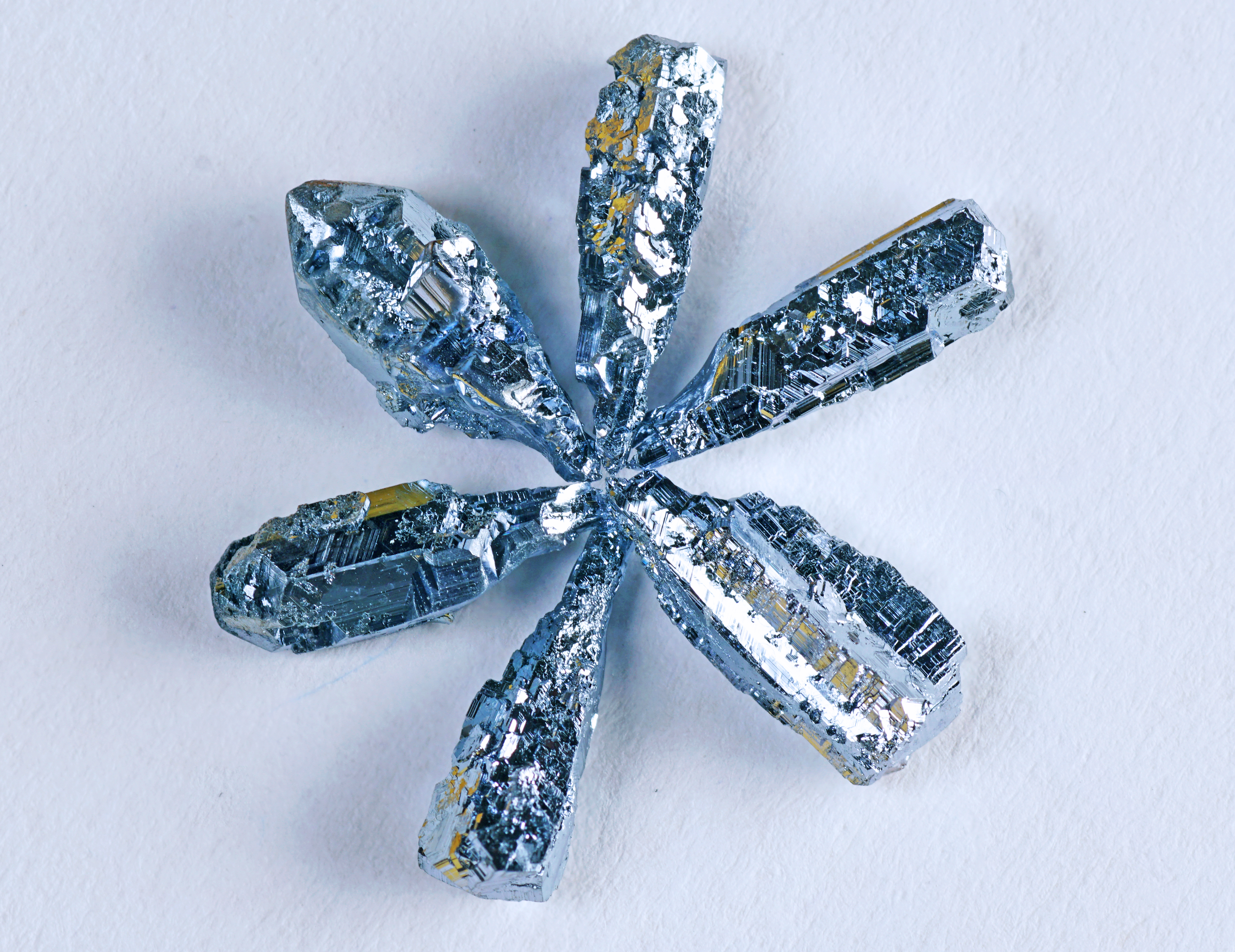
Cristales de osmio

En su forma metálica es de color azul grisáceo, duro y brillante, incluso a altas temperaturas, aunque es difícil encontrarlo en esta forma. Es más fácil obtener osmio en polvo, aunque expuesto al aire tiende a la formación del tetróxido de osmio, OsO4, compuesto tóxico (peligroso para los ojos), oxidante enérgico, de un olor fuerte, y volátil.
En la corteza terrestre se encuentra junto con otros metales del grupo del platino, generalmente aleado con iridio (y otros en menor cantidad). El osmio es otro de los metales aleados al hierro, níquel e iridio y al igual que estos, la mayor cantidad de osmio nativo se encuentra en el núcleo del planeta que por su alta densidad se hundió y pasó a formar parte de sus componentes.  Las aleaciones de osmio e iridio en las que hay mayor cantidad de osmio se conocen como osmiridio, contra las que tienen más iridio, llamadas iridiosmio.
Se conoce también el dióxido de osmio, OsO2, los fluoruros OsF4, OsF5 y OsF6 y los cloruros OsCl2, OsCl3 y OsCl4. Forma asimismo diversos oxoaniones. El osmio en forma pura no se utiliza, se emplea en aleaciones como endurecedor del platino y como catalizador.
Alcanza el estado de oxidación +8, al igual que el rutenio, estado que no alcanza el hierro, que es el elemento cabecera de este grupo. Puede presentar variados estados de oxidación, desde el 0 al +8. Son muy resistentes al ataque por ácidos, disolviéndose mejor por fusión alcalina.
Es el elemento natural de mayor densidad (a presión ambiente) de la Tierra, siendo ligeramente superior a la del iridio, y tiene una de las energías cohesivas y una de las temperaturas de fusión más altas.

## Propiedades

### Propiedades físicas

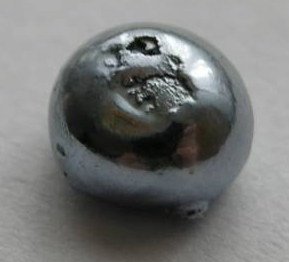
Osmio, bolita fundida

El osmio tiene un tinte azul grisáceo y es el elemento estable más denso; es aproximadamente dos veces más denso que el plomo y ligeramente más denso que iridio. Los cálculos de densidad a partir de los datos obtenidos con cristalografía de rayos X permiten obtener los resultados más fiables para estos elementos, dando un valor de 22,587±0,009 g/cm3 para el osmio, ligeramente más denso que el valor de 22,562±0,009 g/cm3 obtenido para el iridio. Ambos metales son casi 23 veces más densos que el agua, y 1 1⁄6 veces más densos que el oro.
El osmio es un metal duro pero quebradizo que permanece con brillo incluso a altas temperaturas. Tiene una compresibilidad muy baja. En consecuencia, su módulo de compresibilidad es extremadamente alto, con valores entre 395 y 462 GPa, comparable a la del diamante, de (443 GPa). La dureza del osmio es moderadamente alta, con un valor de 4 GPa. Debido a su dureza y fragilidad, presenta una baja presión de vapor (la más baja de los metales del grupo del platino) y un punto de fusión muy alto (el tercero más alto de todos los elementos, después del wolframio y del renio). El osmio sólido es difícil de mecanizar para darle forma.

### Propiedades químicas
| Estados de oxidación del osmio | Estados de oxidación del osmio |
| ------------------------------ | ------------------------------ |
| −2                             | Na 2[Os(CO) 4]                 |
| −1                             | Na 2[Os 4(CO) 13]              |
| 0                              | Os 3(CO) 12                    |
| +1                             | OsI                            |
| +2                             | OsI 2                          |
| +3                             | OsBr 3                         |
| +4                             | OsO 2, OsCl 4                  |
| +5                             | OsF 5                          |
| +6                             | OsF 6                          |
| +7                             | OsOF 5                         |
| +8                             | OsO 4, Os(NCH3) 4              |

El osmio forma compuestos con estados de oxidación que van desde −2 a +8. Los estados de oxidación más comunes son +2, +3, +4 y +8. El estado de oxidación +8 es notable por ser el más alto alcanzado por cualquier elemento químico aparte del +9 de iridio y se encuentra solo en xenón, rutenio, hasio, y iridio. Los estados de oxidación −1 y −2 representados por dos compuestos reactivos Na
2[Os
4(CO)
13] y Na
2[Os(CO)
4] se utilizan en la síntesis clústeres de osmio.
El compuesto más común que exhibe el estado de oxidación +8 es el tetróxido de osmio. Este compuesto tóxico se forma cuando el osmio en polvo se expone al aire. Es un sólido cristalino muy volátil, soluble en agua, amarillo pálido y con un fuerte olor. El polvo de osmio tiene el olor característico del tetróxido de osmio. Este óxido forma osmiatos rojos OsO
4(OH)2−
2 al reaccionar con una base. Con amoníaco, forma el nitro-osmiato OsO
3N−
. El tetróxido de osmio hierve a 130° C y es un poderoso agente oxidante. Por el contrario, el dióxido de osmio (OsO2) es negro, no volátil y mucho menos reactivo y tóxico.
Solo dos compuestos de osmio tienen aplicaciones importantes: el tetróxido de osmio para la tinción de tejidos orgánicos en microscopía electrónica y para la oxidación de alquenos en síntesis orgánica, y los osmiatos no volátiles para reacciones de oxidación orgánicas.
El pentafluoruro de osmio (OsF5) es un compuesto conocido, pero el trifluoruro de osmio (OsF3) aún no se ha podido sintetizar. Los estados de oxidación más bajos son estabilizados por los halógenos más grandes, de modo que se conocen el tricloruro, tribromuro, triyoduro e incluso diyoduro. El estado de oxidación +1 se conoce solo para el yoduro de osmio (OsI), mientras que varios complejos de carbonilo de osmio, como el triosmio dodecacarbonilo (Os
3(CO)
12), representan el estado de oxidación 0.
En general, los estados de oxidación más bajos del osmio se estabilizan mediante ligandos que son buenos donantes σ (como las aminas) y receptores π (heterociclos que contiene nitrógeno). Los estados de oxidación más altos se estabilizan mediante fuertes donantes σ y π, como O2−
 y N3−
.
A pesar de su amplia gama de compuestos en numerosos estados de oxidación, el osmio en forma masiva a temperaturas y presiones normales resiste el ataque de todos los ácidos, incluida el agua regia, pero es atacado por los álcalis fundidos.

### Isótopos
El osmio tiene siete isótopos naturales, seis de los cuales son estables: 184
Os, 187
Os, 188
Os, 189
Os, 190
Os y (el más abundante) 192
Os. El 186
Os se somete a desintegración alfa con un periodo de semidesintegración muy largo de (2,0±1,1) 1015 años, aproximadamente 140 000 veces la edad del universo, que para fines prácticos puede considerarse estable. Se predice la desintegración alfa para los siete isótopos naturales, pero se ha observado solo para el 186
Os, presumiblemente debido a sus vidas medias muy largas. Se predice que el 184
Os y el 192
Os pueden sufrir doble desintegración beta pero esta radioactividad aún no se ha observado.
El 187
Os se deriva del 187
Re (4,56 1010 años de semivida) y se usa ampliamente en la datación terrestre y de rocas meteoríticas (véase datado por renio-osmio).
También se ha utilizado para medir la intensidad de la meteorización continental en el tiempo geológico y para fijar edades mínimas para la estabilización de las raíces de los de los cratones continentales sobre el manto terrestre. Esta descomposición es una razón por la cual los minerales ricos en renio son anormalmente ricos en 187
Os. Sin embargo, la aplicación más notable de isótopos de osmio en geología ha sido en conjunción con la abundancia de iridio, para caracterizar la capa de cuarzo de impacto en el límite K/Pg que marca la extinción de los dinosaurios no aviarios hace 65 millones de años.

## Historia
El osmio fue descubierto en 1803 por Smithson Tennant y William Hyde Wollaston en Londres, Inglaterra. El descubrimiento del osmio está entrelazado con el del platino y los otros metales del grupo del platino. El platino llegó a Europa como platina ("pequeña plata"), habiendo sido encontrado por primera vez a finales del siglo XVII en las minas de plata situadas alrededor de Chocó, en Colombia. El descubrimiento de que este metal no era una aleación, sino un elemento nuevo y distinto, fue publicado en 1748.
Los químicos que estudiaron el platino lo disolvieron en agua regia (una mezcla de ácido clorhídrico y ácido nítrico) para crear sales solubles, y siempre observaban una pequeña cantidad de un residuo oscuro e insoluble. Louis Proust pensó que el residuo era grafito. Hippolyte Victor Collet-Descotils, Antoine-François de Fourcroy y Louis Nicolas Vauquelin también observaron iridio en el residuo de platino negro en 1803, pero no obtuvieron suficiente material para más experimentos. Más tarde, los dos químicos franceses Antoine-François Fourcroy y Nicolas-Louis Vauquelin identificaron un metal en un residuo de platino que llamaron "ptène".
En 1803, Smithson Tennant analizó el residuo insoluble y concluyó que debe contener un nuevo metal. Vauquelin trató el polvo alternativamente con álcali y ácidos y obtuvo un nuevo óxido volátil, que pensó que era de un nuevo metal, al que llamó "pteno", de la palabra griega πτηνος (ptènos) "con alas". Sin embargo, Tennant, quien tenía la ventaja de una cantidad mucho mayor de residuos, continuó su investigación e identificó dos elementos previamente descubiertos en el residuo negro, iridio y osmio. Obtuvo una solución amarilla (probablemente de cis-[Os (OH) 2O4]2−) por reacciones con hidróxido de sodio a la llama roja. Después de la acidificación, pudo destilar el OsO4 formado. Lo denominó osmio en referencia a la palabra griega osme que significa "olor", debido al olor a ceniza y a humo del tetróxido de osmio, muy volátil. El descubrimiento de los nuevos elementos se documentó en una carta a la Royal Society el 21 de junio de 1804.
El uranio y el osmio fueron catalizadores eficaces en el proceso de Haber, la reacción de la fijación de nitrógeno e hidrógeno para producir amoníaco, dando suficiente rendimiento para que el proceso sea económicamente rentable. En aquel momento, un grupo de la compañía BASF dirigido por Carl Bosch compró la mayor parte del suministro mundial de osmio para usarlo como catalizador. Poco después, en 1908, el mismo grupo introdujo catalizadores más baratos basados en hierro y óxidos de hierro para las primeras plantas piloto, eliminando la necesidad del costoso y raro osmio.
Hoy en día, el osmio se obtiene principalmente del procesamiento de minerales de platino y de níquel.

## Presencia en la naturaleza

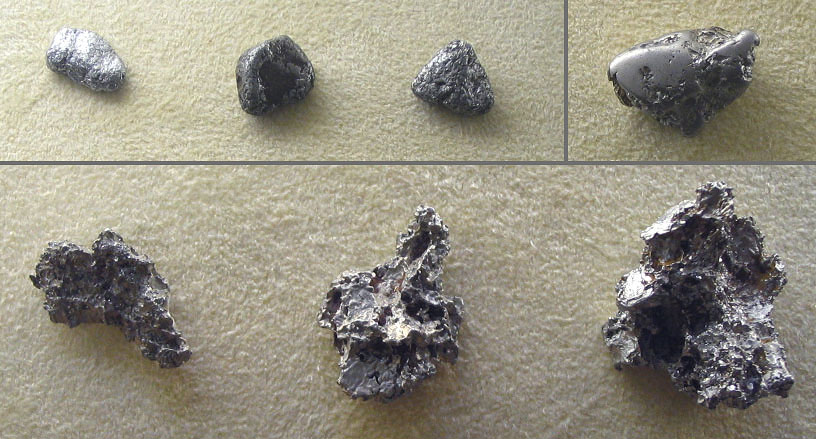
Platino nativo con trazas de los otros metales del grupo del platino

El osmio es uno de los elementos pares, lo que lo coloca en la mitad superior de los elementos comúnmente encontrados en el espacio. Sin embargo, es el elemento estable menos abundantes en la corteza de la Tierra, con una fracción de masa promedio de 50 partes por trillón en la corteza continental.
El osmio se encuentra en la naturaleza como un elemento no combinado o en aleación naturales; especialmente en las aleaciones de iridio-osmio, osmiridio (rico en osmio) y iridosmio (rico en iridio). En los depósitos de níquel y cobre, los metales del grupo del platino se presentan como sulfuros (es decir, (Pt, Pd) S)), telúridos (p. ej., PtBiTe), antimoniuros (por ejemplo, PdSb) y arseniuros (por ejemplo, PtAs2). En todos estos compuestos, el platino se intercambia por una pequeña cantidad de iridio y osmio. Al igual que con todos los metales del grupo del platino, el osmio se puede encontrar naturalmente en aleaciones con níquel o cobre nativo.
Dentro de la corteza terrestres, el osmio, como el iridio, se encuentra en las concentraciones más altas en tres tipos de estructura geológica: depósitos ígneos (intrusiones en la corteza desde el manto), cráteres de impacto y depósitos generados a partir de alguna de las estructuras anteriores. Las mayores reservas primarias conocidas se encuentran en el complejo ígneo de Bushveld en Sudáfrica, aunque los grandes depósitos de cobre y níquel cerca de Norilsk en Rusia y en la cuenca de Sudbury en Canadá también son fuentes importantes de osmio. Se pueden encontrar reservas más pequeñas en los Estados Unidos. Los depósitos de aluvión utilizados en la América precolombina en Chocó, Colombia, siguen siendo una fuente de metales del grupo del platino. El segundo gran depósito aluvial se encontró en los montes Urales, Rusia, de donde todavía se extrae.

## Producción

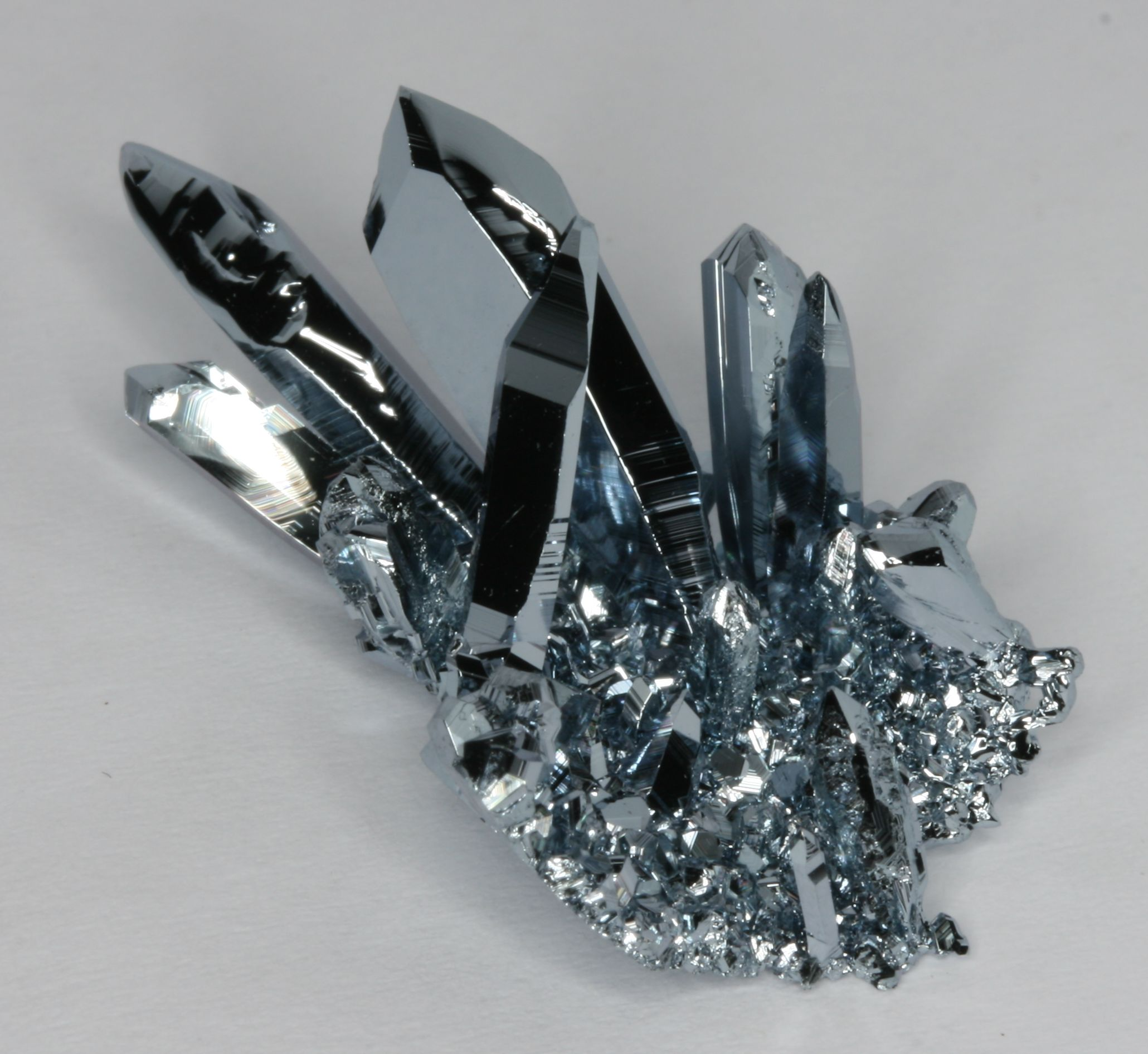
Cristales de osmio, generados a partir de transporte químico de vapor.

El osmio se obtiene comercialmente como un subproducto de la minería y el procesamiento de níquel y cobre. Durante el electrorrefinado del cobre y el níquel, los metales nobles como la plata, el oro y los metales del grupo del platino, junto con elementos no metálicos como el selenio y el telurio se depositan en el fondo de la celda como "lodo anódico", que forma el material de partida para su extracción. La separación de los metales requiere que primero se pongan en solución, que se puede obtener por varios métodos, dependiendo del proceso de separación y la composición de la mezcla. Dos métodos representativos son la fusión con peróxido de sodio, seguida de la disolución en agua regia, y la disolución en una mezcla de cloro con ácido clorhídrico. El osmio, el rutenio, el rodio y el iridio se pueden separar del platino, el oro y los metales básicos por su insolubilidad en agua regia, dejando un residuo sólido. El rodio se puede separar del residuo mediante tratamiento con bisulfato de sodio fundido. El residuo insoluble, que contiene Ru, Os e Ir, se trata con óxido de sodio, en el que el iridio es insoluble, produciendo sales de rutenio y osmio solubles en agua. Después de la oxidación formando óxidos volátiles, el RuO
4 se separa del OsO
4 por precipitación de (NH4)3RuCl6 con cloruro de amonio.
Después de que se disuelve, el osmio se separa de los otros metales del grupo del platino por destilación o extracción con disolventes orgánicos del tetróxido de osmio volátil. El primer método es similar al procedimiento utilizado por Tennant y Wollaston. Ambos métodos son adecuados para la producción a escala industrial. En cualquier caso, el producto se reduce usando hidrógeno, produciendo el metal como un polvo o esponja que puede tratarse usando técnicas de pulvimetalurgia.
Ni empresas mineras ni el Servicio Geológico de los Estados Unidos han publicado cifras de la producción de osmio. En 1971, las estimaciones de la producción de osmio en los Estados Unidos como subproducto de la refinación de cobre fueron de 2000 onzas troy (62 kg). En 2017, la importación estimada de osmio en los Estados Unidos para el consumo fue de 90 kg.

## Aplicaciones
Debido a la volatilidad y la toxicidad extrema de su óxido, el osmio rara vez se usa en estado puro, sino que a menudo se alea con otros metales para aplicaciones de alta resistencia al desgaste. Las aleaciones de osmio, como el osmiridio, son muy duras, y junto con otros metales del grupo del platino, se usan en las puntas de plumas estilográficas, ejes de instrumentos y contactos eléctricos, ya que pueden resistir el desgaste de un funcionamiento continuo. También se usaron para las puntas de los fonógrafos de estilete durante la época de los últimos discos a 78 rpm y el principio de la era discográfica marcada por la aparición de los formatos "LP" y "45", alrededor de 1945 a 1955. Las puntas de aleación de osmio eran significativamente más duraderas que las puntas de aguja de acero y cromo, pero se desgastaban mucho más rápido que las más costosas puntas de zafiro y diamante, por lo que fueron sustituidas por estas últimas.
El tetróxido de osmio se ha utilizado en la detección de huellas dactilares y en la tinción de tejidos grasos para microscopía óptica y electrónica. Como oxidante fuerte, reticula los lípidos principalmente al reaccionar con enlaces carbono-carbono insaturados y, por lo tanto, fija las membranas biológicas en muestras de tejidos y las tiñe simultáneamente. Debido a que los átomos de osmio son extremadamente densos en electrones, la tinción de osmio mejora en gran medida el contraste de la imagen en los estudios con microscopio electrónico de transmisión (TEM) de materiales biológicos. De lo contrario, esos materiales de carbono tienen un contraste TEM muy débil (véase la imagen adjunta). Otro compuesto de osmio, el ferrocianuro de osmio (OsFeCN), exhibe una acción similar de fijación y tinción.
El tetróxido y su derivado, el osmiato de potasio, son oxidantes importantes en síntesis orgánica. Para la dihidroxilación asimétrica de Sharpless, que usa osmiato para la conversión de un enlace doble en un diol vecinal, Karl Barry Sharpless recibió el Premio Nobel de Química en 2001. El OsO4 es muy costoso para este uso, por lo que el KMnO4 a menudo se usa en su lugar, aunque los rendimientos de este reactivo químico más barato son menores.
En 1898, un químico austriaco Auer von Welsbach desarrolló la Oslamp con un filamento hecho de osmio, que introdujo comercialmente en 1902. Después de unos pocos años, el osmio fue reemplazado por el wolframio, un metal más estable. El tungsteno tiene el punto de fusión más alto entre todos los metales, y su uso en bombillas aumenta la eficacia luminosa y la vida útil de las lámparas incandescentes.
El fabricante de bombillas Osram (fundado en 1906, cuando tres compañías alemanas, Auer-Gesellschaft, AEG y Siemens & Halske, combinaron sus instalaciones de producción de lámparas) derivaron su nombre de los nombres en alemán de los dos elementos utilizados en los filamentos: osmium y wolfram (osmio y wolframio).
Al igual que el paladio, el osmio en polvo absorbe eficazmente los átomos de hidrógeno. Esto podría hacer que sea un candidato potencial para un electrodo de batería de hidruro metálico. Sin embargo, es caro, y reaccionaría con el hidróxido de potasio, el electrolito de batería más común.
El osmio tiene una alta reflectividad en el rango de la radiación ultravioleta del espectro electromagnético; por ejemplo, a 600 Å, el osmio tiene una reflectividad dos veces mayor que la del oro. Esta alta reflectividad es deseable en la espectroscopia ultravioleta-visible utilizada en satélites artificiales, que tienen tamaños de espejo reducidos debido a limitaciones de espacio. Los espejos con revestimiento de osmio se usaron en varias misiones espaciales a bordo del Transbordador STS, pero pronto se hizo evidente que los radicales de oxígeno en la órbita terrestre baja son lo suficientemente abundantes como para deteriorar significativamente la capa de osmio.
El único uso clínico conocido del osmio es en la operación de sinovectomía, practicada en pacientes artríticos en Escandinavia. Implica la administración local de tetróxido de osmio (OsO4), que es un compuesto altamente tóxico. La falta de informes de efectos secundarios a largo plazo sugiere que el osmio en sí mismo puede ser biocompatible, aunque esto depende del compuesto de osmio administrado. En 2011, se informó que los compuestos de osmio (VI) y osmio (II) mostraban actividad anticancerígena in vivo, lo que indicaba un futuro prometedor para el uso de compuestos de osmio como fármacos contra el cáncer.